# Municipio de Freeman (Minnesota)
El municipio de Freeman (en inglés: Freeman Township) es un municipio ubicado en el condado de Freeborn en el estado estadounidense de Minnesota. En el año 2010 tenía una población de 496 habitantes y una densidad poblacional de 5,35 personas por km².

## Geografía
El municipio de Freeman se encuentra ubicado en las coordenadas 43°32′33″N 93°20′55″O / 43.54250, -93.34861. Según la Oficina del Censo de los Estados Unidos, el municipio tiene una superficie total de 92.75 km², de la cual 92,59 km² corresponden a tierra firme y (0,16 %) 0,15 km² es agua.

## Demografía
Según el censo de 2010, había 496 personas residiendo en el municipio de Freeman. La densidad de población era de 5,35 hab./km². De los 496 habitantes, el municipio de Freeman estaba compuesto por el 97,38 % blancos y el 2,62 % eran de una mezcla de razas. Del total de la población el 2,02 % eran hispanos o latinos de cualquier raza.